# Donbass
Il Donbass (in russo Донба́сс?, Donbass) o Donbas (in ucraino Донба́с?, Donbas), contrazione di Doneckij bassejn (lett. "bacino del Donec"), è una regione geografica dell'Europa orientale. Corrisponde grossomodo al territorio delle oblast' di Donec'k e Luhans'k, nell'Ucraina sud-orientale (dal 2014 in gran parte sotto il controllo della Repubblica Popolare di Doneck e Lugansk, nel 2022 annesse alla Federazione Russa), estendendosi fino alle città minerarie più occidentali dell'oblast' di Rostov (Russia). Il territorio del Donbass è una steppa attraversata da ovest a est dal fiume Donec e caratterizzata dalla presenza delle omonime alture.
I centri più significativi sono Donec'k, Mariupol' e Luhans'k, nelle cui aree è particolarmente sviluppata l'industria pesante e l'estrazione mineraria. Il Donbass è caratterizzato da una popolazione a maggioranza russofona etnicamente composta da Ucraini e Russi. A partire dal 2014 la regione è contesa tra il governo ucraino e le repubbliche separatiste di Doneck e Lugansk, annesse dalla Russia nell'ambito dell'invasione russa dell'Ucraina del 2022, ma fattualmente non interamente controllate da Mosca.

## Origine del nome
Il toponimo Donbass è una parola macedonia formata dai due termini della locuzione Doneckij bassejn (in russo Доне́цкий бассе́йн?), in italiano bacino del Donec. Questa espressione si riferisce in particolare al bacino carbonifero del Donec (in russo Донецкий угольный бассейн?, Doneckij ugol'nyj bassejn) un giacimento di carbone presente nel bacino idrografico del fiume Donec, che in Ucraina si estende principalmente negli oblast' di Donec'k e Luhans'k, arrivando fino quelli di Dnipropetrovs'k, Charkiv e Poltava, mentre in Russia occupa la parte occidentale dell'oblast' di Rostov.

## Territorio

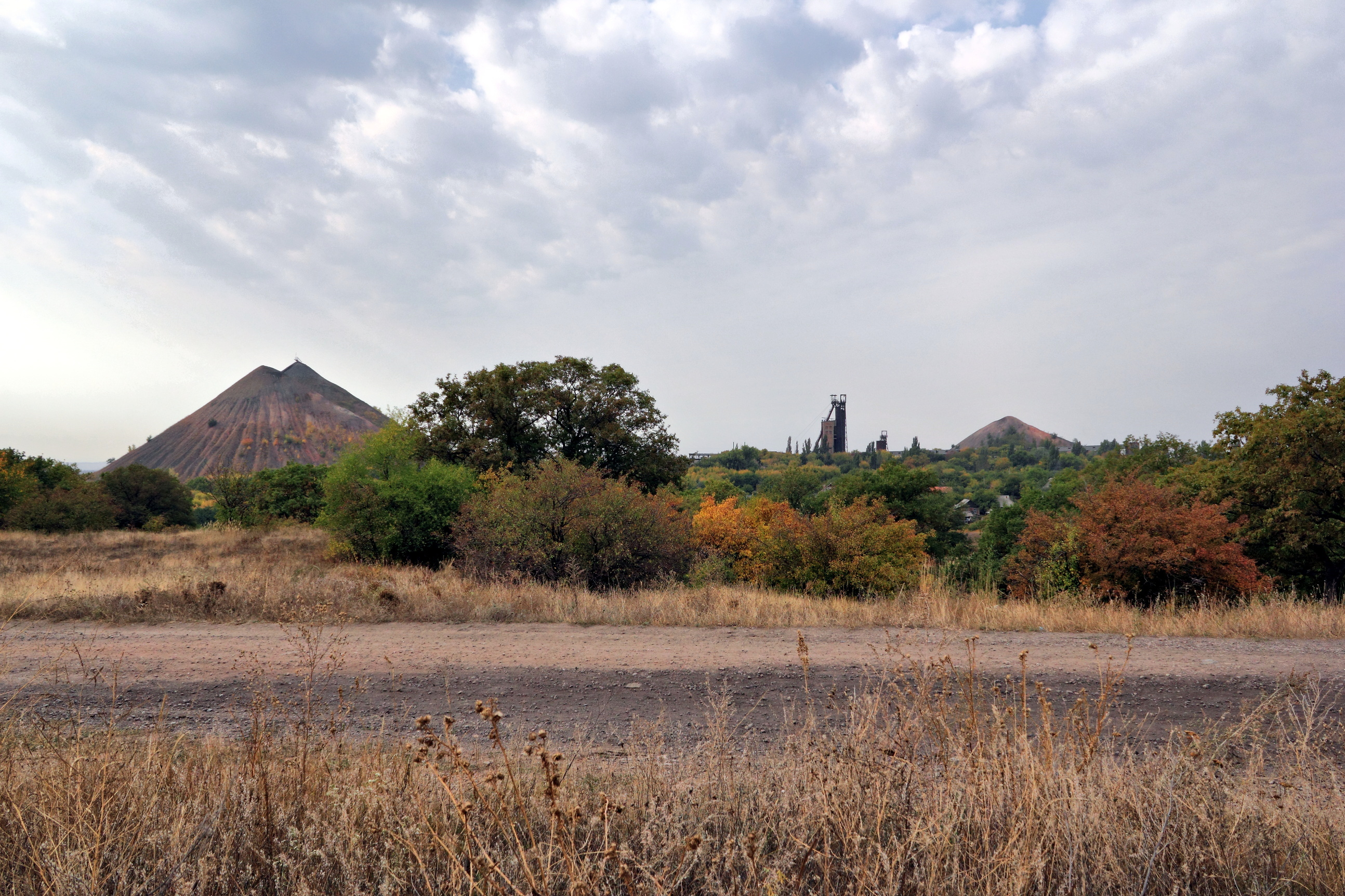
Cumuli di terra nel distretto di Horlivka dovuti all'estrazione mineraria

Il Donbass è una regione dell'Ucraina sud-orientale i cui confini sono definiti dagli oblast' di Donec'k e Luhans'k, si parla in questo caso di Vecchio Donbass (in ucraino Старим Донбасом?, Starym Donbasom) includendo anche le città minerarie più occidentali dell'oblast' di Rostov in Russia. Il Donbass può però essere allargato anche a tutte le altre città a vocazione mineraria del bacino carbonifero del Donec, si parla quindi in questo caso di Grande Donbass (in ucraino Великий Донбас?, Velykyj Donbas). Il Grande Donbass si compone del Vecchio Donbass e del Nuovo Donbass (in ucraino Новий Донбас?, Novyj Donbas) che comprende a occidente (Donbass occidentale) gli oblast' di Dnipropetrovs'k e Charkiv fino alle città di Novomoskovs'k a est e Charkiv a nord, mentre a oriente (Donbass orientale) in Russia include tutto l'oblast' di Rostov fino a Volgograd.

Mappa del bacino carbonifero del Donec

Il territorio del Donbass rientra in larga parte nel bacino idrografico del fiume Donec, che taglia la regione da ovest a est, mentre nelle zone sud-occidentali rientra nel bacino idrografico del Dnepr. Il paesaggio è collinare, ricco di piccole valli e caratterizzato dalla presenza delle alture del Donec, il punto più elevato della regione è a 369 m s.l.m. L'ambiente è stato pesantemente modificato dalle attività antropiche, sono infatti presenti numerosi canali di irrigazione e grandi cumuli di rocce e terra generati dall'intensa estrazione mineraria della zona. Dal punto di vista geologico la regione si trova su strati risalenti al Carbonifero e che costituiscono appunto il bacino carbonifero del Donec. Il bioma che caratterizza il Donbass sono la steppa pontico-caspica.

## Storia

### Antichità

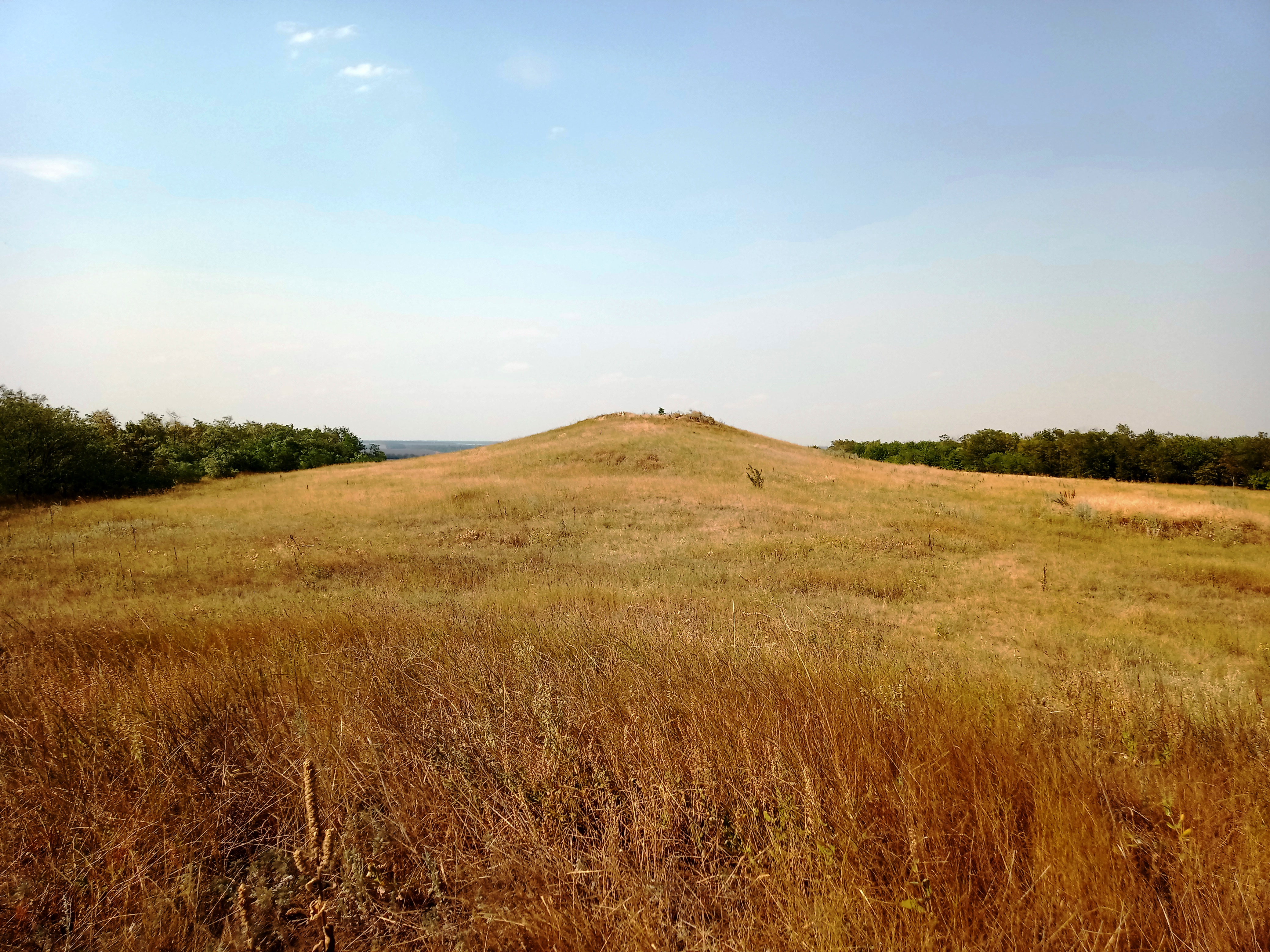
Kurgan scita a Temrjuk nell'oblast' di Donec'k

Interessata nell'età del rame dalla Cultura di Jamna e nella prima fase dell'età del bronzo dalla cultura delle catacombe, il territorio corrisponde indicativamente, seppur con alcune differenze, a quello occupato nell'antichità dalla Meozia di origini dibattute tra sarmatiche e scitiche. Presso l'oblast' di Donec'k furono rinvenuti diversi kurgan sciti, mentre le coste meridionali del mar d'Azov, fino alla foce del Don, furono colonizzate dai Greci attorno al 600 a.C., dove gli Sciti ellenizzati diedero vita al Regno del Bosforo Cimmerio.
Nel 513 a.C. i territori a nord della Crimea furono oggetto di una campagna militare da parte di Dario I, con lo scopo di porre fine alla minaccia delle tribù nomadi scitiche, le cui incursioni si erano spinte fino alla Media, nell'Impero achemenide. Il suo generale Megabazus descrive la regione come priva di città da conquistare o di terreni coltivati.
L'etnografia romana collocava nei territori a nord del mar d'Azov la patria originaria della tribù sarmata dei Roxolani, che lo storico greco-romano Strabone descrive come nomadi. Attorno al 100 a.C. i Roxolani invasero la Crimea guidati dal loro re Tasio per dare ausilio al re scita Palaco, ma vennero sconfitti da Diofanto, generale di Mitridate VI. Nel I secolo d.C. Roxoliani invasero la provincia romana di Mesia; Vespasiano allora inviò Rubrio Gallo, che li respinse nei loro territori.
A partire dal 250 d.C. il bacino fu occupato dalle popolazioni gotiche degli Eruli, che da qui per tutto il resto del III secolo compirono scorrerie, saccheggi e devastazioni lungo le rive delle province romane del Ponto Eusino.
L'etnografia bizantina individuava la regione con l'Urheimat dei Proto-bulgari (Grande Bulgaria), sebbene sia dibattuta con l'ipotesi che tale popolo fosse giunto a seguito degli Unni attorno al IV secolo.

### Medioevo

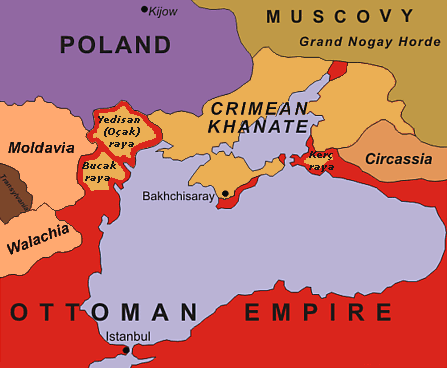
Il Khanato di Crimea attorno all'anno 1600, dopo la battaglia di Molodi

Per secoli la regione fu scarsamente popolata da vari gruppi nomadi come Sciti, Alani, Unni, Proto-bulgari, Peceneghi. Per tre secoli, da metà del VII secolo a circa il 965, il Gran Khanato di Khazaria dominò la vasta area delle steppe del Don e il Volga fino alla Crimea orientale, e successivamente subentrò la confederazione Cumania-Kipčaki.
Agli inizi del XIII secolo il territorio fu occupato dall'Orda d'oro che da qui invase la Rus' di Kiev. Quando alcuni clan del Khanato dell'Orda d'Oro cessarono di praticare il nomadismo, Hacı I Giray, formò il Khanato di Crimea che divenne indipendente nel 1441 dopo una lunga battaglia con il Khanato della Grande Orda. Quest'ultima fu battuta nel 1480 anche dal principato moscovita con la battaglia sul fiume Ugra e nuovamente dal figlio di Hacı, Meñli I Giray nel 1502, mettendo fine alle pretese territoriali nella regione.
La rivalità con il principato moscovita portò Devlet I Giray a marciare contro Mosca nel 1571 incendiandola, tuttavia il Khanato di Crimea perse la disputa per l'accesso al Volga, in seguito alla catastrofica sconfitta nella battaglia di Molodi, appena un anno dopo.

### Russia e insediamenti cosacchi

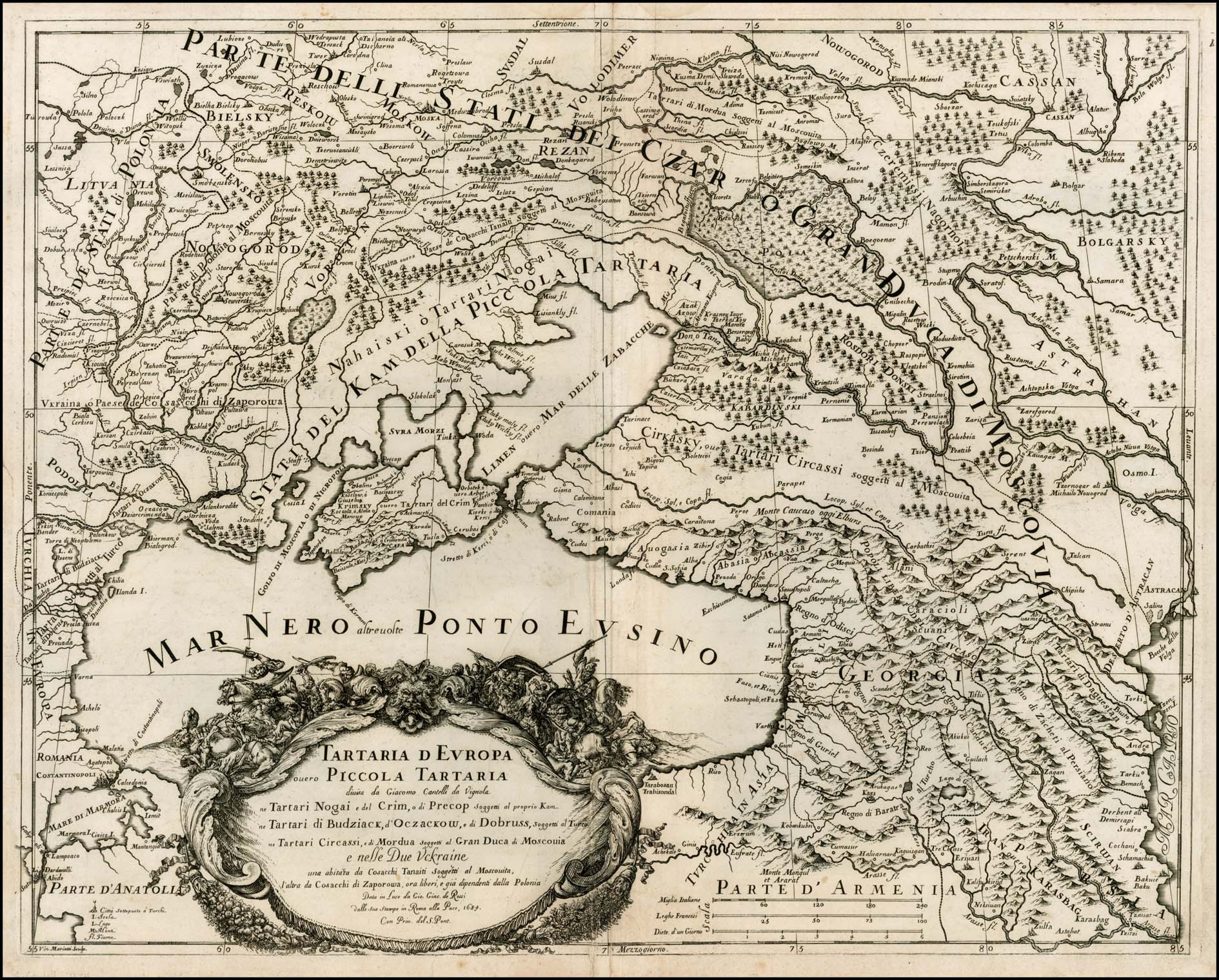
Carta della «Tartaria d'Europa» del 1684, contenente «le due Ukraine, una abitata da Cossachi Tanaiti soggetti al Moscouita, l'altra da Cossachi di Zaporowa, ora liberi e già dipendenti dalla Polonia»

Tutta la regione a nord della Crimea e del mar d'Azov continuava a essere scarsamente popolata, a tal punto che nei documenti della Confederazione polacco-lituana tra il XVI e il XVIII secolo veniva indicata come "Campi selvaggi" (in latino Loca deserta, ucraino: Дике Поле, russo: Дикое Поле, polacco: Dzikie pola, lituano: Dykra).
Nel XVI secolo il Gran Principato di Mosca assoggettò tutti i Tatari delle entità statali nate dalla dissoluzione del Khanato dell'Orda d'Oro, ponendo fine alle loro incursioni, con l'eccezione dei Tatari di Crimea il cui Khanato, grazie all'appoggio ottomano, durò ulteriori due secoli, anche se continuò a ritirarsi gradualmente. Con la guerra russo-turca (1676-1681), le campagne di Crimea del 1687 e del 1689 la guerra russo-turca (1735-1739) fu definitivamente sconfitto sotto il comando del feldmaresciallo Burkhard Christoph von Münnich.
L'espansione russa nel Donbass fu concretizzata dall'insediamento dei cosacchi tra il 1654 e il 1783, i quali si erano già insediati presso il Don e nella Zaporižžja circa un secolo prima. I cosacchi zaporoghi si posero sotto la protezione della Russia, sottoscrivendo il trattato di Perejaslav nel 1654.
Fu poco prima di questo periodo, nel 1645, che lo zar russo Alessio Michajlovič fondò la fortezza di Tor. L'insediamento divenne il primo nucleo della città di Solanoye (rinominata Slov"jans'k nel 1784) e si sviluppò grazie alla vicinanza di numerosi laghi salati che diedero impulso a una fiorente attività di estrazione e commercio di sale.
Nel 1721 la scoperta del bacino carbonifero del Donec innescò il "boom industriale" che portò alla fioritura economica della regione, che durò dal XIX alla prima metà del XX secolo.
La politica russa di popolamento dei territori dell'Ucraina orientale fu particolarmente intensa, a tal punto che venne indicata come Nuova Russia e fu istituito l'omonimo governatorato, nome scelto dalla zarina Caterina I di Russia.

### Era sovietica

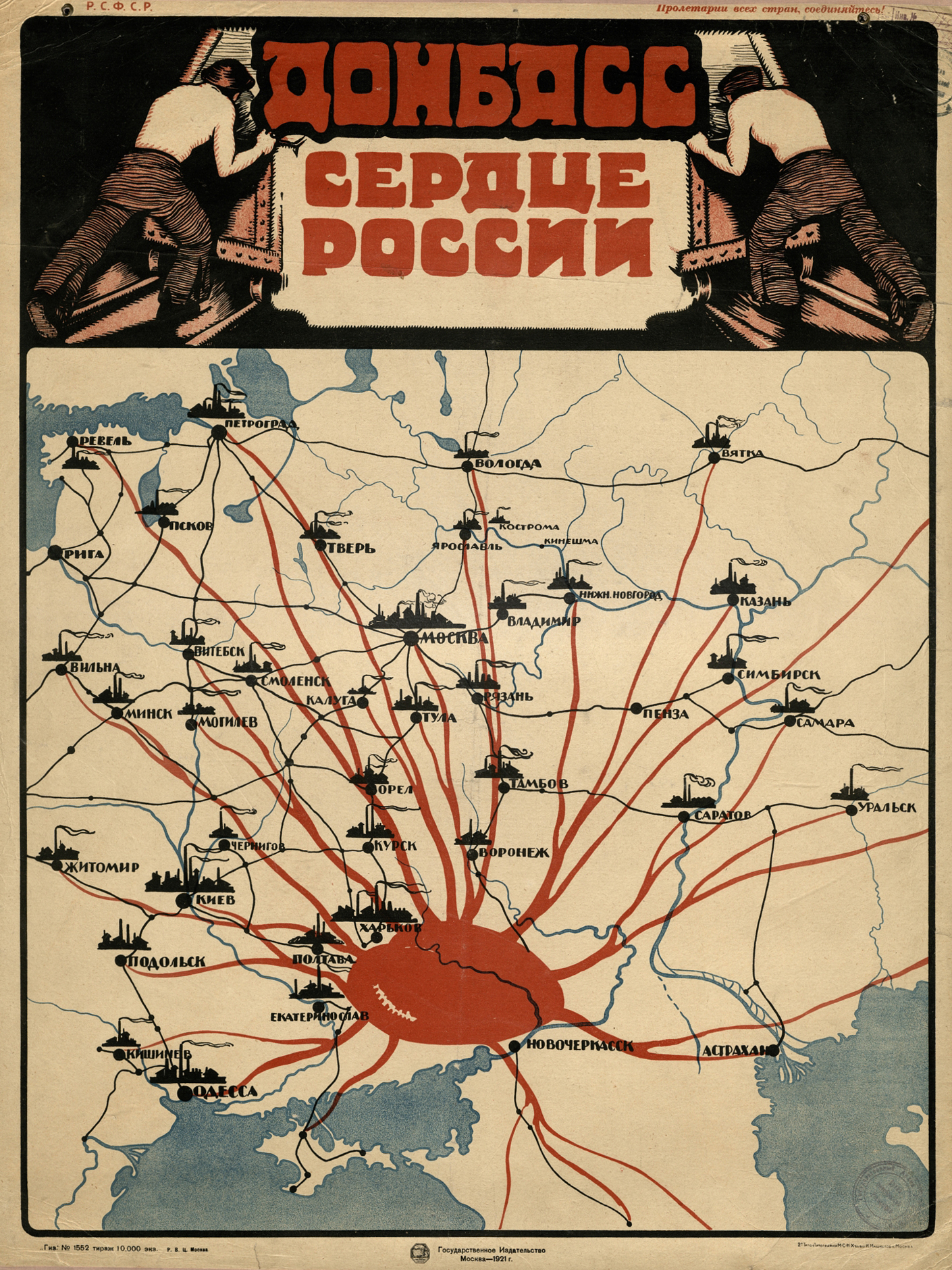
Poster di propaganda sovietica del 1921, che recita: "Il Donbass è il cuore della Russia".

Il 12 febbraio 1918 fu costituita, nei territori del Donbass e del bacino di Krivoj Rog, la Repubblica Sovietica del Donec-Krivoj Rog la quale nel marzo-aprile 1918, sul finire della prima guerra mondiale, fu occupata dalle truppe dell'impero tedesco. Dopo il loro ritiro, il 10 marzo 1919 venne istituita la Repubblica Socialista Sovietica Ucraina, al cui interno confluì la Repubblica del Donec-Krivoj.
Durante la seconda guerra mondiale il Donbass fu teatro dello scontro tra le truppe tedesche e sovietiche. Occupato dai tedeschi nell'ottobre 1941, durante l'operazione Barbarossa, venne liberato dall'Armata Rossa, in parte nel febbraio 1943, durante l'operazione Galoppo, e completamente nell'estate 1943 con la grande offensiva del Donbass. L'Unione Sovietica, vincitrice del conflitto, eresse un monumento "Ai liberatori del Donbass".

### La guerra del Donbass

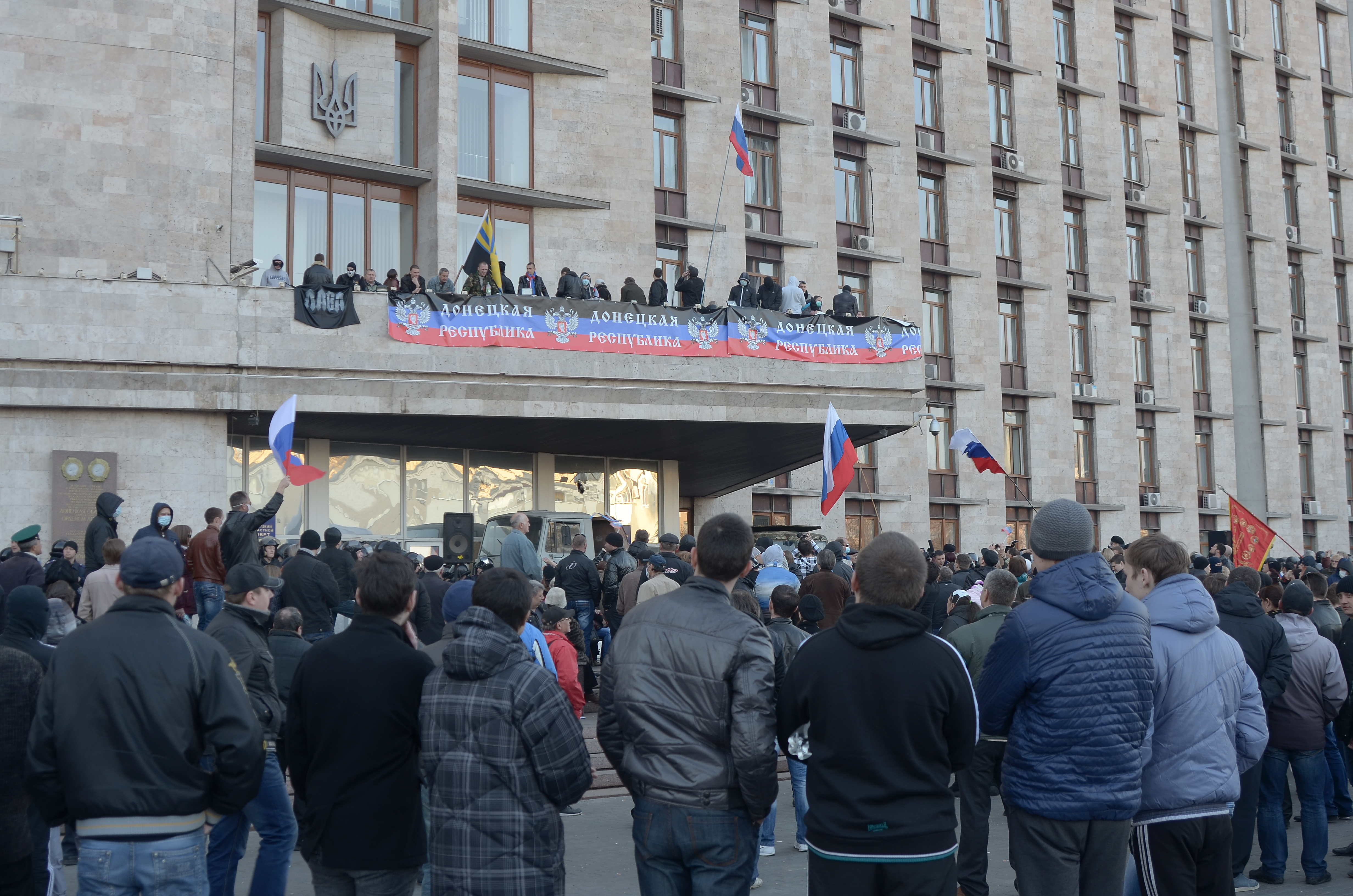
La sede amministrativa dell'oblast' di Donec'k occupata dai manifestanti il 6 aprile 2014

In seguito all'Euromaidan e alla successiva rimozione del presidente ucraino Viktor Janukovyč, nel marzo del 2014 le maggiori città del Donbass furono oggetto di infiltrazione da parte di forze dell'esercito russo che inscenarono manifestazioni contro il governo ucraino. A inizio aprile le manifestazioni si intensificarono, provocando la rivolta armata da parte delle milizie separatiste nelle città di Donec'k, Luhans'k, Horlivka, Slov"jans'k e Kramators'k supportate dalle forze infiltrate dalla Russia. In risposta all'insurrezione il 15 aprile il presidente ucraino ad interim Oleksandr Turčynov inviò l'esercito nelle città insorte garantendo l'amnistia a tutti i rivoltosi che si fossero arresi, ma l'appello non ebbe seguito e i separatisti riuscirono a entrare in possesso di altre aree della regione. Le forze separatiste si costituirono quindi nelle repubbliche popolari di Doneck e Lugansk e dichiarando l'indipendenza l'11 maggio in seguito a un referendum.
Con l'elezione del presidente ucraino Petro Porošenko le ostilità tra le forze separatiste del Donbass e l'esercito ucraino proseguirono. A metà giugno dopo all'abbattimento dell'aereo Ilyushin Il-76 e alla morte di 49 soldati ucraini il conflitto fu sospeso e il presidente offrì nuovamente l'amnistia ai separatisti. Nelle settimane successive l'esercito ucraino, nonostante le molte perdite, riprese il controllo di Slov"jans'k e Kramators'k e il 17 luglio si verificò l'abbattimento del volo Malaysia Airlines 17, che provocò la morte di 298 persone. Il 5 settembre del 2014 i presidenti di Russia e Ucraina, con la presenza dei rappresentanti delle due repubbliche popolari, si incontrano a Minsk siglando un protocollo per stabilire il cessate il fuoco. Le ostilità subirono un rallentamento, ma il protocollo fu violato numerose volte da entrambe le parti. Il 12 febbraio 2015 fu siglato un nuovo protocollo, nuovamente disatteso.
Tra ottobre e novembre del 2021 la Russia diede inizio a una vasta mobilitazione delle sue forze armate sul confine ucraino, dispiegando ulteriori forze in Bielorussia, Transnistria e Crimea oltre alla flotta del Mar Nero. Il 21 febbraio 2022 la Russia riconobbe le repubbliche popolari del Donbass e tre giorni dopo diede inizio all'invasione dell'Ucraina.

## Società

### Evoluzione demografica
In questa regione nel 2005 vivevano approssimativamente sette milioni di persone. Nel novembre 2014, secondo l'ONU, si contavano più di un milione di sfollati e più di 4 000 vittime.

### Città e aree urbane
Il Donbass è una regione urbanizzata in cui circa il 90% della popolazione vive in città. I maggiori centri urbani sono: Donec'k, Mariupol', Luhans'k, Makiïvka, Horlivka e Kramators'k.

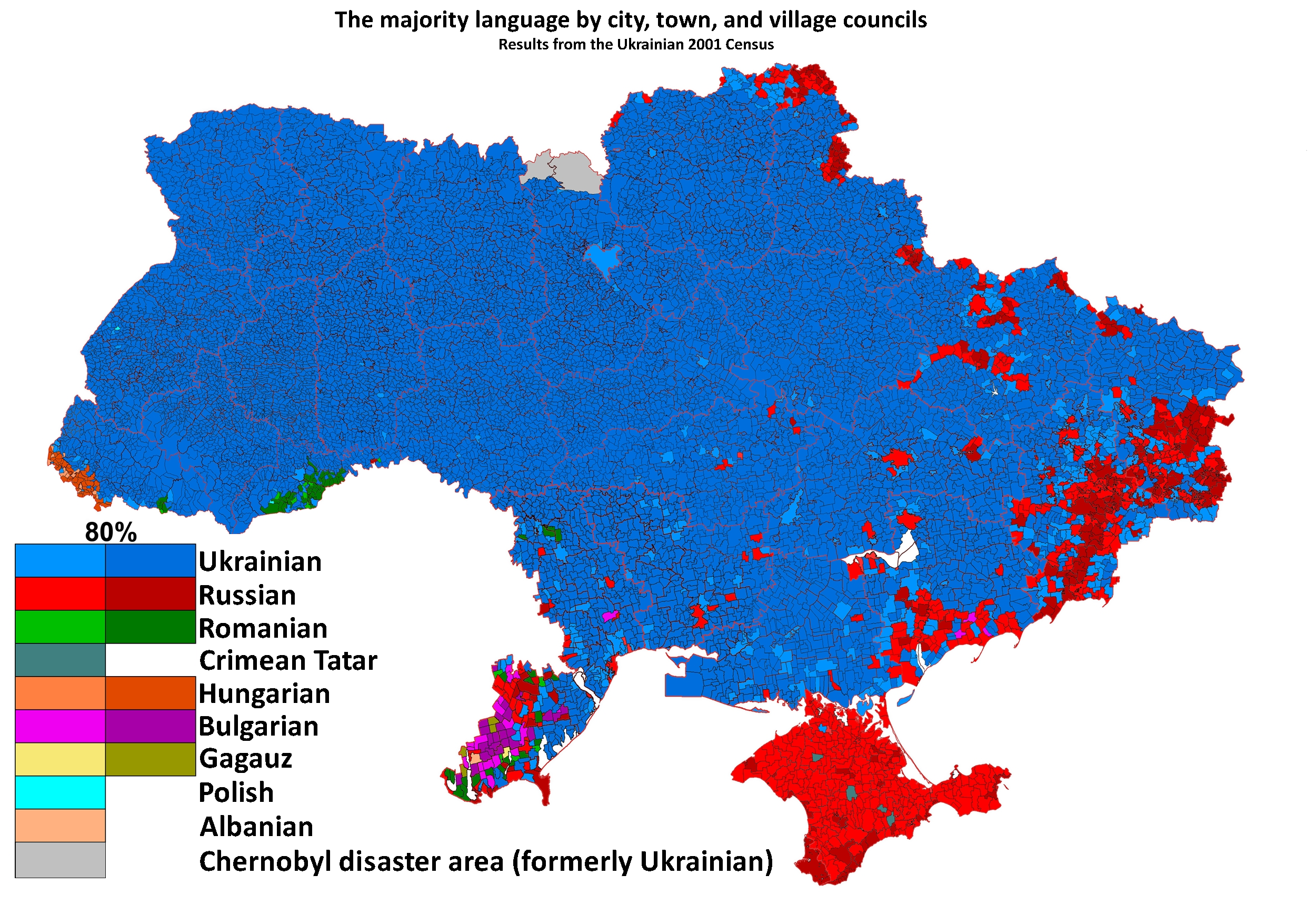
La regione del Donbass è caratterizzata dalla presenza di una consistente comunità russofona

### Etnie
Secondo il censimento dell'Ucraina del 2001 nell'oblast' di Donec'k il 56,9% della popolazione era di etnia ucraina, il 38,2% di etnia russa, analogamente nell'oblast' di Luhans'k le due etnie costituivano rispettivamente il 58,0% e il 39,0%.

### Lingue
La lingua maggiormente diffusa è il russo. Secondo il censimento dell'Ucraina del 2001 nell'oblast' di Donec'k il 74,9% della popolazione aveva come lingua madre il russo, mentre il 24,1% l'ucraino. Nell'oblast' di Luhans'k invece il russo era parlato dal 68,8% della popolazione mentre l'ucraino dal 30,0%.

## Economia

### Miniere
La regione del Donbass è ricca di cave e miniere e la risorsa economicamente e storicamente più rilevante è il carbone, che viene estratto in piccole miniere posizionate in particolare nel bacino carbonifero del Donec, il maggiore a livello europeo. Le altre materie prime estratte sono trasformate dall'industria pesante locale. L'estrazione del carbone ha avuto una forte espansione durante il governo dell'Unione Sovietica, per poi subire una brusca diminuzione in seguito alla sua dissoluzione. Altri giacimenti rilevanti sono i depositi salini di Bachmut, il bacino di potassio precarpatico e il deposito di terra refrattaria di Chasovoyarsʹke.

### Industria
Oltre a quella estrattiva, nel Donbass sono particolarmente sviluppate l'industria pesante e l'industria chimica.